# Жиливода
Жиливода (алб. Zhilivodë) насеље је у општини Вучитрн, Косово и Метохија, Република Србија. Након 1999. село је познато и као Тримор (алб. Trimor). Према попису становништва из 2011. године, село је имало 496 становника, већину становништва чинили су Албанци.

## Географија
Село је на брдовитом земљишту, збијеног је типа, са листопадном шумом и погодује сточарству. Оранице, са растреситом земљом, на којој успевају све житарице. Смештено на падини Чичавице, око 21 km јужно од Вучитрна.

## Историја
Село се помиње у турском попису области Бранковића 1455. године као Зливодеса са 18 српских кућа. Село је обновљено средином 19. века, када се помиње као Жиливоде. У селу су, поред Жиливодског потока, почетком 20. века биле забележене развалине трију српских цркава: једна у селу, друга више села и трећа у планини према суседном селу Сибовцу. У овом селу сада живи само албанско становништво. Према писању Атанасија Урошевића, Срби средином 19. века прешли су у ислам и остали у овом селу да живе до сада.
Комисија Владе Србије за нестала лица претпоставља да се у овом насељу налази масовна гробница у коју су бачена тијела 26 Срба и неалбанаца киднапованих на Космету 1998. и 1999. године.

## Демографија
| Година       | 1948 | 1953 | 1961 | 1971 | 1981 | 1991 | 2011 |
| ------------ | ---- | ---- | ---- | ---- | ---- | ---- | ---- |
| Становништво | 393  | 460  | 510  | 651  | 751  | 759  | 496  |

|  |